# Zemský okres Heidenheim
Zemský okres Heidenheim (německy Landkreis Heidenheim) je zemský okres v německé spolkové zemi Bádensko-Württembersko, ve vládním obvodu Stuttgart. Sídlem správy zemského okresu je město Heidenheim an der Brenz. Má přibližně 131 tisíc obyvatel. 

## Města a obce
| Města: 1. Giengen 2. Heidenheim an der Brenz 3. Herbrechtingen 4. Niederstotzingen | Obce: 1. Dischingen 2. Gerstetten 3. Hermaringen 4. Königsbronn 5. Nattheim 6. Sontheim 7. Steinheim am Albuch |